# Liste der Kulturdenkmäler in Giesdorf
In der Liste der Kulturdenkmäler in Giesdorf sind alle Kulturdenkmäler der rheinland-pfälzischen Ortsgemeinde Giesdorf aufgeführt. Grundlage ist die Denkmalliste des Landes Rheinland-Pfalz (Stand: 27. Juni 2022).

## Denkmalzonen
| Bezeichnung             | Lage                       | Baujahr                           | Beschreibung | Bild |
| ----------------------- | -------------------------- | --------------------------------- | --- | ---- |
| Denkmalzone Hauptstraße | Hauptstraße 26 und 27 Lage | erste Hälfte des 19. Jahrhunderts | Hakenhöfe an der Einmündung des Nimsweges in die Hauptstraße, wohl in der ersten Hälfte des 19. Jahrhunderts aus einer Hofteilung entstanden; Nr. 27 bezeichnet 1844, Nr. 26 bezeichnet 1878 | BW   |

## Einzeldenkmäler
| Bezeichnung   | Lage                              | Baujahr | Beschreibung | Bild                           |
| ------------- | --------------------------------- | ------- | --- | ------------------------------ |
| Quereinhaus   | Hauptstraße 4 Lage                | 1891    | Quereinhaus, bezeichnet 1891 | BW                             |
| Wegekreuz     | Hauptstraße, vor Nr. 25 Lage      | 1530    | Abschluss eines spätgotischen Nischenkreuzes, ehemals bezeichnet 1530 (neuer Schaft mit Renovierungsdaten 1847, 1889, 1957 und 1994) | Fotos hochladen                |
| Kastich-Kreuz | südlich des Ortes an der L 5 Lage | 1790    | Kreuzigungsbildstock, bezeichnet 1790, aufwändiger Fundamentstein                                                                    | weitere Bilder Fotos hochladen |